# كنردس هوس (كورنوال)
كنردس هوس (بالإنجليزية: Kennards House)‏ هي قرية تقع في المملكة المتحدة في كورنوال.